# Zerstreute Kapitel
Zerstreute Kapitel ist eine Sammlung poetisch-autobiografischer Texte von Theodor Storm aus den frühen 1870er Jahren.

## Entstehung
Ab 1870 verfasste Storm einige kurze Texte mit poetisch frei verarbeiteten Jugenderinnerungen an seine Heimatstadt Husum, die für die Veröffentlichung in Zeitschriften vorgesehen waren. Aus Briefen dieser Zeit erfährt man, dass er mit der unklaren Form der Texte und ihrer Mittelstellung zwischen „Wahrheit und Dichtung“ Schwierigkeiten hatte.
Erstmals erwähnte er den anvisierten Erzählkomplex im April 1870 in einem Schreiben an seinen Sohn Ernst. 
Charakterisierte er die Sammlung gegenüber Eduard Mörike als „noch so einen Krautsalat“, sprach er in einem Brief an Karl Theodor Pyl von „Jugenderinnerungen“, die er in „poetischer Freiheit“ verwerte. In einem anderen Zusammenhang ging er auf die Schwierigkeiten ein, das Memoirenartige mit dem „frei Phantasirten“  zu verbinden.

## Veröffentlichung und Zusammenstellung
Zuerst veröffentlicht wurden die Texte in Westermanns Monatsheften, in drei Ausgaben zwischen Februar 1871 und Februar 1872. Die Texte hatten nur Kapitelnummern, die Titel wurden erst bei späteren Ausgaben hinzugefügt. Enthalten waren folgende Texte:
- Der Amtschirurgus – Heimkehr
- Zwei Kuchenesser der alten Zeit
- Eine Halligfahrt
- Wie den alten Husumern der Teufel und der Henker zu schaffen gemacht

1873 erschien in der gleichen Zeitschrift die Erzählung Von heut’ und ehedem als Fortsetzung der zerstreuten Kapitel.
Die erste Buchausgabe der Zerstreuten Kapitel folgte 1873 im Gebrüder Paetel Verlag in etwas anderer Zusammenstellung und ergänzt durch einige bisher unveröffentlichte Gedichte Storms:
- Der Amtschirurgus – Heimkehr
- Gedichte
- Eine Halligfahrt
- Neue Fiedel-Lieder (Gedichte)
- Draußen im Heidedorf
- Zwei Kuchenesser der alten Zeit

Für Storms Werkausgabe Gesammelte Schriften wurde 1877 die Sammlung erneut umgearbeitet, die Novellen Eine Halligfahrt und Draußen im Heidedorf sowie die Gedichte ausgelagert und dafür zwei andere Texte ergänzt. Die Sammlung enthielt nun folgende Texte:
- Der Amtschirurgus – Heimkehr
- Lena Wies
- Von heut’ und ehedem
- Zwei Kuchenesser der alten Zeit
- Von Kindern und Katzen, und wie sie Nine begruben